# Фернанду Португальский (герцог Гуарды)
Фернанду Португальский (порт. Fernando; 5 июня 1507, Абрантиш — 7 ноября 1534, Абрантиш) — португальский инфант, сын короля Португалии Мануэла I и его супруги Марии Арагонской.

## Биография
Фернанду родился в Абрантише 5 июня 1507. При рождении его отец даровал ему титул герцога Гуарды. Он также был сеньором Алфаятиша, Сабугала и Абрантиша, а также мэром Транкозу, Ламегу и Мариальвы.
В 1530 году он женился на Гиомаре Коутиньо, 5-й графине Мариальвы и 3-й графине Лоле, богатой наследнице португальского дворянского рода. Брак был устроен королём Португалии Жуаном III, старшим братом Фернанду. Супруги поселились в Абрантише, где родились двое их детей: дочь Луиза (родилась в 1531 году) и сын (родился 1 августа 1533 года), который умер вскоре после его рождения.
Луиза, его единственный выживший ребенок, умерла в октябре 1534 года. Сам Фернанду умер через месяц, 7 ноября 1534 года, в Абрантише. Он был похоронен в церкви Святого Доминика в Абрантише. Его вдова Гиомара Коутиньо умерла через месяц, 9 декабря.
Фернанду известен как заказчик иллюминированной рукописи Генеалогия королей Португалии.